# Mystus gulio
Mystus gulio es una especie de peces de la familia Bagridae en el orden de los Siluriformes.

## Morfología
• Los machos pueden llegar alcanzar los 46 cm de longitud total.

## Distribución geográfica
Se encuentra desde el Pakistán hasta Indonesia y el Vietnam.